# Carl Engler
Carl Oswald Viktor Engler (Weisweil, 5 de janeiro de 1842 — Karlsruhe, 7 de fevereiro de 1925) foi um químico e político alemão.

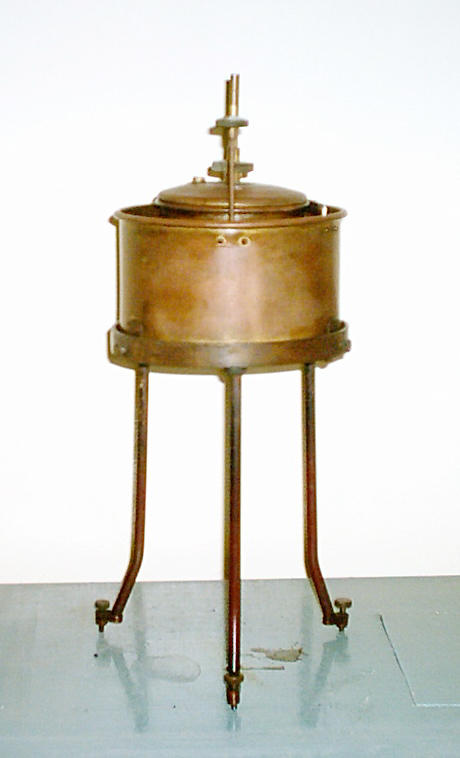
Viscosímetro de Engler

Foi reitor da Universidade de Karlsruhe.